# برتوا
برتوا (به لاتین: Bertoua) یک شهر در کامرون است که در منطقه شرق واقع شده‌است. برتوا ۱۰۰ کیلومتر مربع مساحت و ۸۸٬۴۶۲ نفر جمعیت دارد و ۷۱۷ متر بالاتر از سطح دریا واقع شده‌است.